# Sundtjärnen (Silbodals socken, Värmland)
Sundtjärnen är en sjö i Årjängs kommun i Värmland och ingår i Göta älvs huvudavrinningsområde. Sjön är 22 meter djup, har en yta på 0,046 kvadratkilometer och befinner sig 226 meter över havet.